# Johannes Veit
Pour les articles homonymes, voir Veit.
Johannes Veit (avant son baptême en 1810 Jonas Veit), né le 2 mars 1790 à Berlin, et mort le 18 janvier 1854 à Rome, est un peintre allemand d'histoire. Il est le frère de Philipp Veit (1793-1877) et d'origine juive, mais pas intéressé par le judaïsme. À partir de 1811, il vit et travaille à Rome, où il rejoint Johann Friedrich Overbeck en particulier. 

## Biographie
Jonas Veit naît le 2 mars 1790 à Berlin. Il est le frère aîné de Philipp Veit. Jonas est le fils du banquier Simon Veit (de) et de son épouse Brendel (plus tard Dorothea Friederike), la fille aînée de Moses Mendelssohn. Après la séparation de ses parents, Veit reste avec son père à Berlin et, peu de temps après, il fait son apprentissage de commerçant chez Abraham Mendelssohn à Hambourg. Après cela, cependant, il se tourne vers la peinture, en fréquentant l'École supérieure des beaux-arts de Dresde sous la direction de Friedrich Matthäi.
Le 26 juillet 1810, Veit se convertit à la foi catholique et adopte le prénom Johannes. À la fin de cette année, il déménage à Vienne en tant qu'assistant. En février 1811, il déménage à Rome, bien qu'il eût initialement l'intention de déménager à Paris. Les œuvres de Gottlieb Schick, qui ont beaucoup fasciné Veit. Désormais, il se fait des amis avec Friedrich Overbeck à Rome et perd tout intérêt pour Schick.
Après la mort de son père, Veit épouse Flora Ries, qui devient catholique par la suite. Après son mariage, il retourna à Rome, où il poursuivit son voyage avec Overbeck.
Il meurt dans cette ville 18 janvier 1854.

## Œuvres
Veit était un artiste qui travaillait lentement et qui avait beaucoup d'exigences envers lui-même. En même temps, ses exigences étaient plus élevées que ce qu'il voulait réaliser.
Parmi ses œuvres, se distingue une représentation de l'Adoration des bergers dans la Cathédrale Sainte-Edwige de Berlin.
On a aussi de lui un tableau d'autel à Liège et ses Madones sont très admirées.